# Успенский (Кромской район)
Успенский — посёлок в Кромском районе Орловской области России. 
Входит в Апальковское сельское поселение в рамках организации местного самоуправления и в Апальковский сельсовет в рамках административно-территориального устройства.

## География
Расположен в 12 км к северу от райцентра, посёлка городского типа Кромы, в 31 км к юго-западу от центра города Орёл.
На юге примыкает к селу Коровье Болото.

## Население
| 2002 | 2010 |
| ---- | ---- |
| 234  | ↘213 |

Согласно результатам переписи 2002 года, в национальной структуре населения русские составляли 94 % от жителей.